# 捷亞河
捷亞河是俄羅斯的河流，屬於韋利莫河的左支流，由克拉斯諾亞爾斯克邊疆區負責管轄，河道全長245公里，流域面積9,000平方公里，河水主要來自雨水和融雪，每年十月至翌年四月結冰。